# Barrolândia
Barrolândia est une municipalité brésilienne située dans l'État du Tocantins.

## Histoire
La commune de Barrolândia a été fondée en juillet 1958. Elle à pu se développer grâce à la présence de nombreuses terres fertiles. L'origine de son nom viens de celui de son fondateur, Elvécio Cabral Barros. Le 11 janvier 1988, Barrolândia est devenu une municipalité, séparée de Miracema do Tocantins.

## Communes limitrophes
Barrolândia est limitrophe de sept autres communes.
| Dois Irmãos do Tocantins              | Miranorte            | Miracema do Tocantins |
| Divinópolis do Tocantins, Abreulândia | Barrolândia          |                       |
| Monte Santo do Tocantins              | Paraíso do Tocantins | Porto Nacional        |

## Démographie
| 2010  | 2021  |
| ----- | ----- |
| 5 349 | 5 669 |